# Ahmet Necdet Sezer
Ahmet Necdet Sezer [ɑhˈmɛt ˈnɛd͡ʒdɛt ˈsɛzɛr] (* 13. September 1941 in Afyon) amtierte von 2000 bis 2007 als 10. Präsident der Republik Türkei.

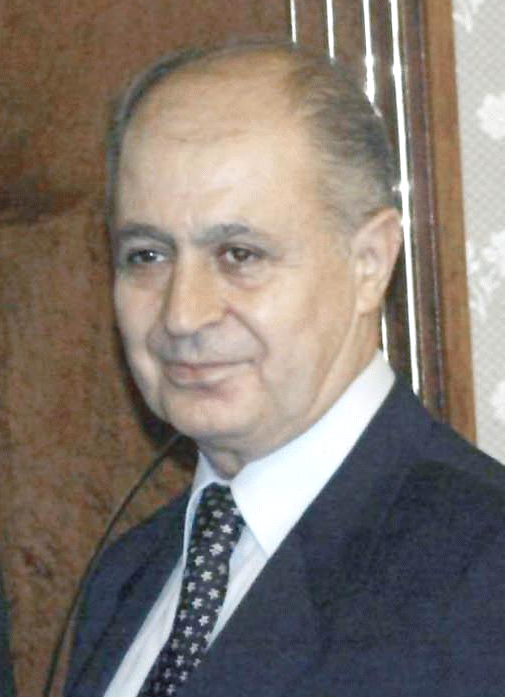
Ahmet Necdet Sezer

Sezer promovierte an der juristischen Fakultät der Universität Ankara und wurde danach Richter. Ab 1983 war er am Kassationshof tätig und wurde 1988 vom damaligen Staatspräsidenten General Kenan Evren ans Verfassungsgericht berufen, dessen Vorsitzender er 1998 als Nachfolger von Yekta Güngör Özden wurde. Nachdem er am 5. Mai 2000 im dritten Wahlgang vom Parlament gewählt worden war, wurde er am 16. Mai 2000 als Nachfolger von Süleyman Demirel als 10. Staatspräsident vereidigt.
Sezer war der erste türkische Staatspräsident, der weder Parlamentarier war noch aus der Armee kam.